# Алексеевка (Каменский сельсовет)
Алексе́евка — деревня Задонского района Липецкой области России. Входит в состав Каменского сельсовета.

## География
Находится на берегу Дона. Примыкает с востока к селу Каменка. К востоку находится урочище Донские беседы.
Общая площадь земель деревни — 0,107 тыс. га

## Топоним
По фамилии основателя - крестьянина Алексеева.

## История
Основана в середине XVII в. выходцем из соседнего села Каменки крестьянином Алексеевым.

## Население
| 2010 |
| ---- |
| 262  |

## Инфраструктура
Личное подсобное хозяйство. Развит туризм. 

## Транспорт
Общая протяженность улично-дорожной сети в существующих границах деревни — 4,51 км